# Neslihan Demir Darnel
Neslihan Demir Darnel (Eskişehir, 9 de diciembre de 1983) es una jugadora de voleibol turca en la posición de bateador contrario. Representó a su país en los Juegos Olímpicos 2012, siendo además su abanderada en el Desfile de las Naciones

## Carrera
Jugó para el Spar Tenerife Marichal entre 2006 y 2007. Además, ha jugado 81 veces para el equipo nacional (a partir de 2008). También jugó para los equipos Yeşilyurt y Vakifbank Güneş Sigorta de Turquía. A los 19 años, Darnel es considerada como una de las partícipes principales de la medalla de plata para el equipo turco en la CE en Turquía 2003, convirtiéndola en una estrella tanto para su país como en la escena del voleibol.
Jugando con el Vakifbank Güneş Telekom Sigorta Türk en la CEV Indesit Champions League, ganó el Premio a la mejor anotadora. Además, fue nombrada como mejor anotadora en el Campeonato del Mundo de 2006 y el Campeonato del Mundo de 2010.
Para la temporada 2010-2011, jugó para el Eczacıbaşı Zentiva. Demir fue seleccionada para ser el abanderado de su país natal en los Juegos Olímpicos de Verano 2012.
En abril de 2018, Neslihan anuncia su retiro del voleibol profesional al finalizar su temporada con Galatasaray SK.

## Clubes
- Eskişehir DSI (1995–1998)
- Yeşilyurt (1998–2002)
- Vakıfbank Güneş Sigorta (2002–2006)
- Spar Tenerife Marichal (2006–2008)
- Vakıfbank Güneş Sigorta (2008–2010)
- Eczacıbaşı VitrA (2010–2012)

## Premios

### Individuales
- Indesit Champions League 2002-2003 "Mejor Anotador"
- Indesit Champions League 2002-2003 "Mejor Servidor
- 2003-2004 los mejores equipos Copa Final Four "Jugador Más Valioso"
- 2003-2004 los mejores equipos Copa Final Four "Mejor Servidor"
- 2005-2006 Liga de Campeones Indesit Final Four "Mejor Anotador"
- Indesit Champions League 2005-2006 "Mejor Servidor"
- 2006 Campeonato del Mundo de "Mejor Anotador"
- Montreux Volley Masters 2007 "Mejor Anotador"
- 2009 Liga Europea de Voleibol "Jugador Más Valioso"
- 2009 Liga Europea de Voleibol "Mejor Anotador"
- 2010 Liga Europea de Voleibol "Mejor Anotador"
- Indesit Champions League 2009-2010 Ronda Preliminar "Mejor Anotador"
- 2011 Gran Premio Mundial FIVB Europeo de Cualificaciones "Mejor Anotador"
- 2011 Gran Premio Mundial FIVB Europeo de Cualificaciones "Jugador Más Valioso"
- 2010 Campeonato del Mundo de "Mejor Anotador"
- 2011 Campeonato de Europa de "Mejor Anotador"
- 2012 Gran Premio Mundial FIVB "Mejor Servidor"

### Selección nacional
- 2003 European Championship -  Medalla de plata
- 2005 Mediterranean Games -  Medalla de oro
- 2009 Mediterranean Games -  Medalla de plata
- 2009 European League -  Medalla de plata
- 2010 European League -  Medalla de bronce
- 2011 European League -  Medalla de plata
- 2011 European Championship -   Medalla de bronce
- 2012 FIVB World Grand Prix -   Medalla de bronce.